# Kallyntrosternidius
Kallyntrosternidius es un extinto género de escarabajos longicornios de la tribu Acanthocinini con una sola especie, Kallyntrosternidius bucarensis. La especie fue descrita por Vitali en 2009.
Se distribuía por República Dominicana. La medida de su cuerpo era 6,50 por 2,60 milímetros.